# Městské divadlo Turnov
Městské divadlo v Turnově je památkově chráněná budova z roku 1874. Vzniklo jako třetí kamenné divadlo v Čechách. Bylo stavěno jako zmenšená kopie Prozatímního divadla v Praze. Hlediště dnes pojme 290 diváků.

## Historie
První stálý divadelní sál byl v Turnově zřízen místními ochotníky v roce 1822 v patře domu rodiny Kotlerovy čp. 2, zvaného U Zlatého jednorožce, který stál vedle radnice. Tento sál s přestávkami fungoval až do roku 1867, kdy byl dům zdemolován. Divadlo se pak na čas přesunulo do letního sálu hostince U města Petrohradu. Řádný ochotnický spolek byl ustanoven v roce 1869. Dostal název po turnovském buditeli páteru Antonínu Markovi.
Stávající kamenné divadlo bylo postaveno mezi roky 1872 až 1874 na přání místních ochotníků na dvoře dnešního Hotelu Slavie v Hluboké ulici. Stavbu zaplatila Občanská záložna a půjčovna, která souběžně stavěla svou budovu (dnes Hotel Slavie). Protože stavba nové budovy záložny byla v době žádosti ochotníků postavit kamenné divadlo již v plném proudu, nezbylo, než budovu divadla postavit na dvoře. Provoz Záloženského divadla byl zahájen 15. února 1874.
Do divadla se chodilo přes dvůr záložny z Hluboké ulice. Na balkon a galerii se vystoupalo točitým schodištěm umístěným v osmiboké věži přiléhající z vnější strany k budově. Schodiště vede až pod střechu divadla. Dvojice venkovních schodů vede na balkon a na galerii. Schody vznikly nouzově z bezpečnostních důvodů (nebezpečí požáru) začátkem 20. století. Dnešní vstup z ulice Trávnice vznikl až v roce 1984 po demolici zde stojícího domu.
Divadlo mělo 100 míst k sezení (v hledišti, na balkoně a galerii) a 40 míst na stání. Před jevištěm bylo ve snížené části orchestřiště pro 30 hudebníků, které bylo zrušeno při rekonstrukci divadla v roce 1977. Vytápění řešila dvě velká kamna na uhlí. Osvětlení zajišťovaly až do elektrifikace v roce 1911 petrolejové lampy.
Roku 1881 odkoupilo od krachující záložny budovu divadla i hotelu město a divadlo dostalo název Městské divadlo Turnov. Mezi roky 1921 a 1932 sloužilo divadlo zároveň jako biograf. V roce 1932 bylo postaveno nové kino na Trávnicích.
První velká oprava proběhla v roce 1947. Peníze byly vybrány od občanů ve veřejné sbírce Turnov sobě. Bylo zřízeno nové teplovzdušné vytápění, protože dosud při velkých mrazech nešlo v divadle kvůli zimě hrát.
V roce 1981 začala tříletá generální rekonstrukce divadla, která přišla na 2,3 miliony tehdejších korun. Byly vypolstrovány sedačky, zřízen nový vhod z boku (díky demolici domu č.p.152), stěny byly potaženy brokátem, byla vyměněna jevištní technika.
Poslední větší rekonstrukce Městského divadla Turnov proběhla mezi roky 1997 až 1998, kdy bylo renovováno zázemí pro herce a zřízen bufet.